# 18
Évszázadok: i. e. 1. század – 1. század – 2. század
Évtizedek: i. e. 30-as évek – i. e. 20-as évek – i. e. 10-es évek – i. e. 1-es évek – 1-es évek – 10-es évek – 20-as évek – 30-as évek – 40-es évek – 50-es évek – 60-as évek
Évek: 13 – 14 – 15 – 16 –  17 – 18 – 19 – 20 – 21 – 22 – 23

## Események

### Római Birodalom
- Tiberius császárt (helyettesei Lucius Seius Tubero, majd Caius Rubellius Blandus) és Germanicus Iulius Caesart (helyettese Livineius Regulus) választják consulnak.
- Germanicus Kis-Ázsián keresztül Syriába utazik, ahol az Eufrátesz egyik szigetén tárgyal és békét köt II. Artabanosz pártus királlyal. Megegyezésük értelmében elmozdítják a római klienskirályság Örményország uralkodóját, I. Vonónészt (korábban pártus király, akit az Artabanoszt támogató nemesség űzött el) és III. Artaxiasz kerül a helyére. Vonónész syriai házi őrizetbe kerül.
- Germanicus utasítja legatusát, Cnaeus Calpurnius Piso syriai helytartót, hogy két légiót küldjön Örményországba, amit az elmulaszt, így viszonyuk elmérgesedik.
- A Tacfarinas vezette berber felkelők megsemmisítik a Legio III Augusta egyik alegységét, ezért büntetésül megtizedelik a légiót.

### Kína
- A Sárga-folyó áradása miatt éheznek a parasztok, amit tovább súlyosbít Vang Mang császár korábbi átgondolatlan földreformja. Fan Csong mintegy tízezer emberrel elkezdi a vörös szemöldökűek felkelését. Akciójához hamarosan más lázadók is csatlakoznak.

### Korea
- Meghal Juri kogurjói király. Utóda legidősebb fia, Temusin.

## Halálozások
- Krinagorász, görög költő
- Jang Hsziung, kínai filozófus
- Juri kogurjói király

## Fordítás
- Ez a szócikk részben vagy egészben  az   AD 18 című angol Wikipédia-szócikk ezen változatának fordításán alapul.  Az eredeti cikk szerkesztőit annak laptörténete sorolja fel. Ez a jelzés csupán a megfogalmazás eredetét és a szerzői jogokat jelzi, nem szolgál a cikkben szereplő információk forrásmegjelöléseként.